# Estonia na Letnich Igrzyskach Olimpijskich Młodzieży 2010
Estonię na Letnich Igrzyskach Olimpijskich Młodzieży 2010 w Singapurze reprezentowało 8 sportowców w 5 dyscyplinach.

## Judo
| Zawodnik    | Konkurencja                  | Wynik |
| ----------- | ---------------------------- | ----- |
| Natalia Rak | Kategoria do 63 kg dziewcząt |       |

## Lekkoatletyka
| Zawodnik     | Konkurencja             | Wynik |
| ------------ | ----------------------- | ----- |
| Joosep Piho  | Rzut oszczepem chłopców |       |
| Kaia Soosaar | Skok w dal dziewcząt    |       |

## Pływanie
| Zawodnik         | Konkurencja                      | Wynik |
| ---------------- | -------------------------------- | ----- |
| Pjotr Degtjarjov | 50 m stylem dowolnym chłopców    |       |
| Pjotr Degtjarjov | 100 m stylem dowolnym chłopców   |       |
| Timo Vaimann     | 50 m stylem klasycznym chłopców  |       |
| Timo Vaimann     | 100 m stylem klasycznym chłopców |       |
| Katriin Kersa    | 50 m stylem dowolnym dziewcząt   |       |
| Katriin Kersa    | 100 m stylem dowolnym dziewcząt  |       |

## Wioślarstwo
| Zawodnik   | Konkurencja       | Wynik |
| ---------- | ----------------- | ----- |
| Eglit Võsu | Jedynki dziewcząt |       |

## Żeglarstwo
| Zawodnik   | Konkurencja         | Wynik |
| ---------- | ------------------- | ----- |
| Nikita Rom | Techno 293 chłopców |       |